# Sankt Veit an der Glan
Sankt Veit an der Glan, St. Veit an der Glan, Sankt Veit, St. Veit (słoweń. Šentvid ob Glini) – miasto powiatowe w Austrii, w kraju związkowym Karyntia, siedziba powiatu Sankt Veit an der Glan. Według danych Austriackiego Urzędu Statystycznego liczyło 12554 mieszkańców (1 stycznia 2015).

## Współpraca
Miejscowość partnerska:
- Haltern am See, Niemcy
- San Vito al Tagliamento, Włochy